# Anthony Cumia
Anthony Cumia est un acteur et producteur américain né le 26 avril 1961 à Elwood, New York (États-Unis).

## Biographie
À partir de 1995, il est  connu comme le co-animateur de l'émission de radio Opie and Anthony, émission diffusée de 1995 à 2014, sur différentes stations, la Waaf à Boston, la WNEW-FM à New York, etc., avec Gregg "Opie" Hughes et, à partir de 2001, avec Jim Norton,. 
En 2014, Cumia a été congédié par Sirius XM Satellite Radio après avoir posté une série de tweets considérés comme «racistes et haineux»,. Il a lancé alors son propre podcast vidéo peu après intitulé The Anthony Cumia Show, qui a été diffusé jusqu'en septembre 2017, puis The Artie and Anthony Show avec le comique et acteur Artie Lange. En mai 2018, Artie Lange a quitté le spectacle et a été remplacé par Dave Landau. Le spectacle a été renommé à nouveau The Anthony Cumia Show.
Cumia est un partisan de la National Rifle Association et possède un permis pour New York. Son arme de prédilection était le calibre Heckler & Koch P2000.40, qu'il portait habituellement sur lui, en plus de son PPKS.380 ACP.